# Upplands Fotbollförbund
Upplands Fotbollförbund (Upplands FF) är ett av de 24 distriktsförbunden under Svenska Fotbollförbundet. Upplands FF administrerar de lägre serierna för seniorer och ungdomsserierna i Uppsala län samt Norrtälje och Sigtuna kommuner i Stockholms län. Upplands-Bro och Vallentuna kommuner är delade med Stockholms Fotbollförbund.

## Serier
Upplands FF administrerar följande serier:

### Herrar
Division 4 - en serie

Division 5 - två serier

Division 6 - fyra serier

Division 7 - fyra serier

Division 8 - tre serier

### Damer
Division 3 - en serie

Division 4 - en serie

Division 5 - tre serier

### Övriga serier
- Ungdomsserier
- Upplandscupen (dam och herr)